# Buellia psoromica
Buellia psoromica är en lavart som beskrevs av Elix. Buellia psoromica ingår i släktet Buellia och familjen Physciaceae.   Inga underarter finns listade i Catalogue of Life.